# Apatamonasterio
La anteiglesia de Apatamonasterio  es desde 1962 un barrio del municipio vizcaíno de Valle de Achondo, en el País Vasco (España), y forma parte de la comarca del Duranguesado. Tiene una población de 1024 habitantes. 
Hasta la fecha de su fusión con las otras anteiglesias que conformaron Achondo, Arrazola y Axpe, era un municipio independiente y en tiempos de la Merindad de Durango formaba parte de las Juntas con voz y voto.

## Ubicación y comunicaciones
Situado junto a la carretera que une Durango con Elorrio, es el núcleo urbano del municipio y donde se ubica la casa consistorial. Contó con ferrocarril, pero éste fue desmantelado al principio de la década de los 70 del siglo XX.

## Geografía
Por sus tierras pasa el Río Arrazola.

## Historia
El nombre de Apatamonasterio significa monasterio de clérigos, y se escogió para diferenciar un monasterio que se fundó en este lugar de otro que existía en la vecina anteiglesia de San Agustín de Echevarría. 
Durante la guerras de Bandos se sumó al bando de los oñacinos. Como miembro de la Merindad de Durango, contaba con asiento y voto número 10 en sus Juntas, y estaba regida por un fiel.
Hasta 1857 no tuvo parroquia propia, ya que su iglesia era aneja a la de Abadiano, primero, y luego a la de San Agustín. 
Históricamente su economía ha dependido fundamentalmente de la agricultura.

## Geografía humana

### Demografía
| Gráfica de evolución demográfica de Apatamonasterio entre 1842 y 1960 |
| |
| Población de derecho según los censos de población del INE Población de hecho según los censos de población del INEEn estos censos se denominaba Apata Monasterio: 1842 y 1857 Entre el censo de 1970 y el anterior, este municipio desaparece porque se agrupa en el municipio 48091 (Valle de Achondo) |